# Johann Tholden
Johann Thölde o también Johann Georg Toeltius (Grebendorf, 1565 - 1614), fue un alquimista, autor y editor alemán, que se hizo famoso por la edición, de 1602, las obras atribuidas a Basilio Valentín, personaje de existencia discutida. Se trata de un Thölde dos de los más importantes científicos de las ciencias químicas de su tiempo.
Autor de los libros atribuidos a Basilio Valentín , como "El carro triunfal del antimonio" y, más concretamente, ¿cuál es la descripción de los primeros "científicos" de este elemento químico, descubrimiento tradicionalmente atribuido a San Valentín.
Él escribió, sin duda, un libro titulado "Disentería rojo y extremadamente rápida y peligrosa enfermedad de pestilencia" en Erfurt en 1599 y una obra de la alquimia ("Haligraphia"), también en Erfurt en 1603.

## Obra
- (Hg.) Basilius Valentinus: De Occulta Philosophia. Oder Von der heimlichen Wundergeburt der sieben Planeten und Metallen, 2. Aufl., Leipzig 1611
- Haliographia. Das ist: gründliche unnd eigendliche Beschreibung aller Saltz-mineralien. Beneben einer historischen Beschreibung aller Saltzwercke. Apel, Leipzig 1612 (Nachdruck: Reprintverlag, Leipzig 1992, ISBN 3-7463-0193-9)
- "Proces Buch" von 1594 : "Triumphwagen des Antimons" (Text des handschriftliches "Proces Buch" enthalten), Verlag: Humberg Buchverlag 2004 ISBN 978-3-9802788-7-4